# Locquignol
Locquignol ist eine französische Gemeinde mit 297 Einwohnern (Stand: 297) im Département Nord in der Region Hauts-de-France. Sie gehört zum Arrondissement Avesnes-sur-Helpe und zum Kanton Avesnes-sur-Helpe. Die Bewohner nennen sich Locquignolais.

## Geographie
Locquignol, die nach Fläche größte Gemeinde im Département und umfasst den Wald von Mormal (Forêt Domaniale de Mormal), etwa 23 Kilometer südöstlich von Valenciennes. In Locquignol entspringt der Schelde-Nebenfluss Écaillon. Umgeben wird Locquinol von den Nachbargemeinden Gommegnies, L’Orée de Mormal, Obies, Mecquignies und Audignies im Norden, La Longueville und Hargnies im Nordosten, Pont-sur-Sambre, Berlaimont und Sassegnies im Osten, Noyelles-sur-Sambre im Südosten, Maroilles und Landrecies im Süden, Fontaine-au-Bois, Robersart und Preux-au-Bois im Südwesten, Hecq und Englefontaine im Westen sowie Raucourt-au-Bois, Louvignies-Quesnoy, Potelle, Jolimetz und Villereau im Nordwesten.

## Bevölkerungsentwicklung
| Jahr                       | 1962 | 1968 | 1975 | 1982 | 1990 | 1999 | 2006 | 2013 | 2020 |
| Einwohner                  | 401  | 327  | 314  | 320  | 287  | 340  | 313  | 358  | 302  |
| Quellen: Cassini und INSEE |      |      |      |      |      |      |      |      |      |

## Sehenswürdigkeiten

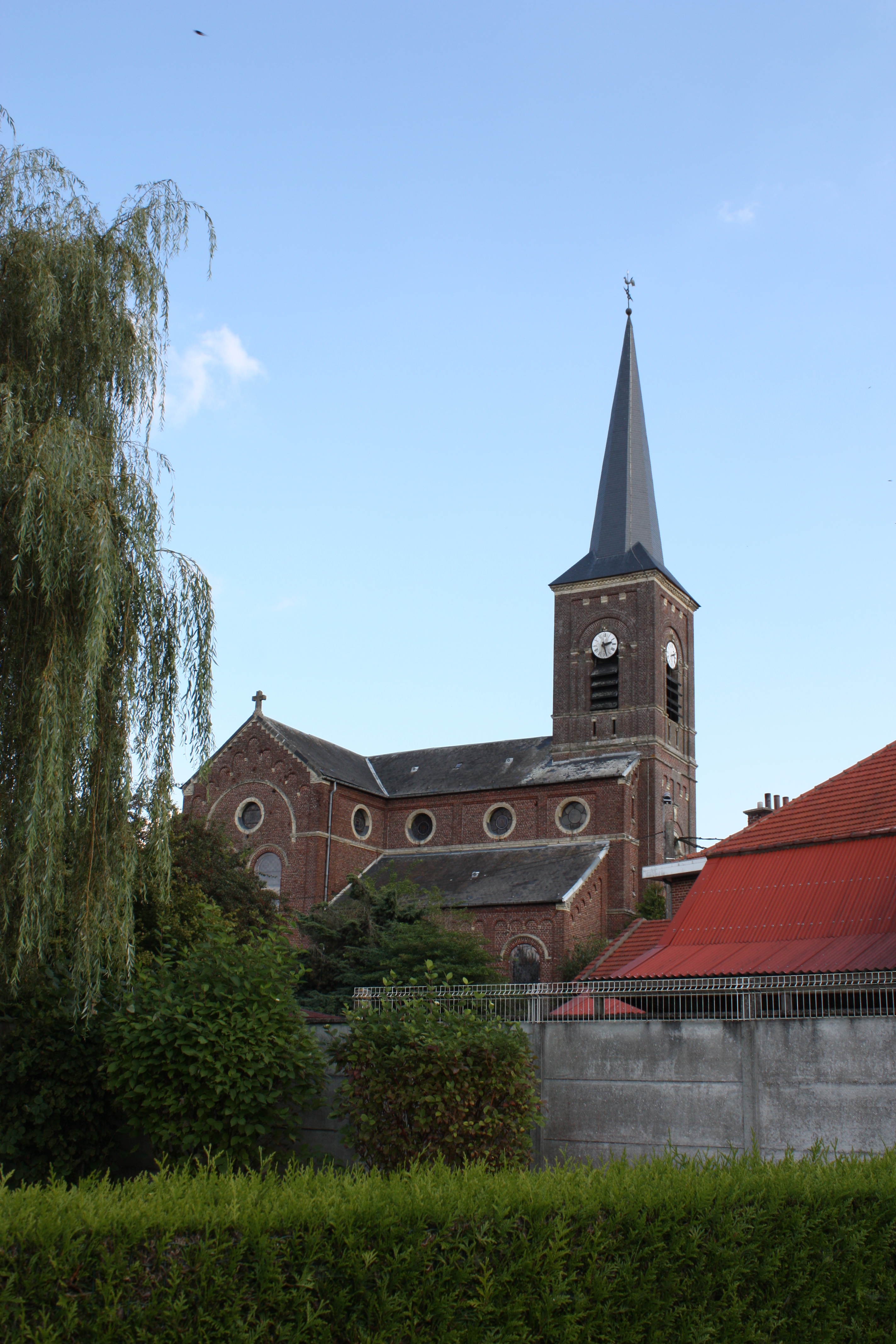
Kirche Saint-Pierre
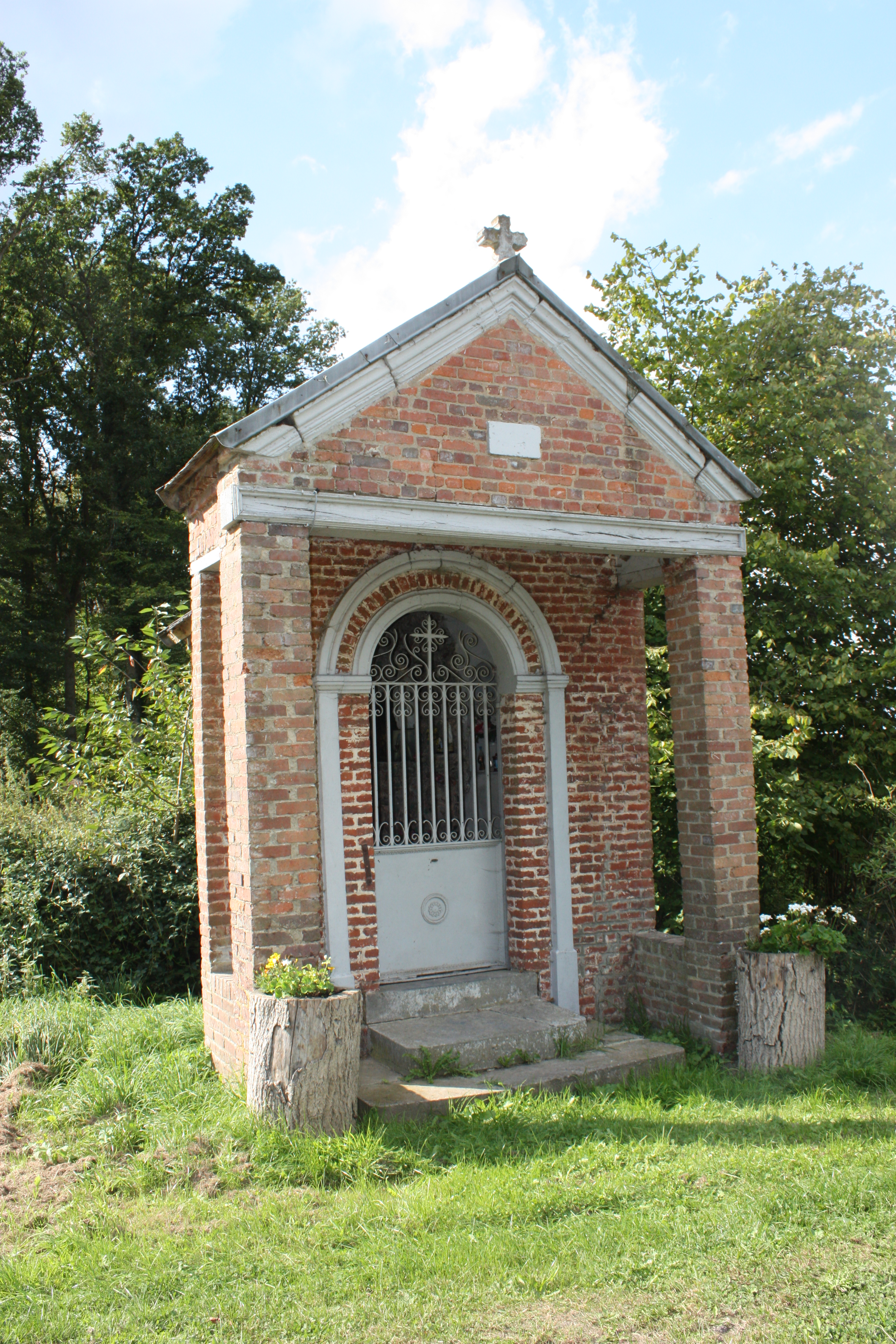
Oratorium
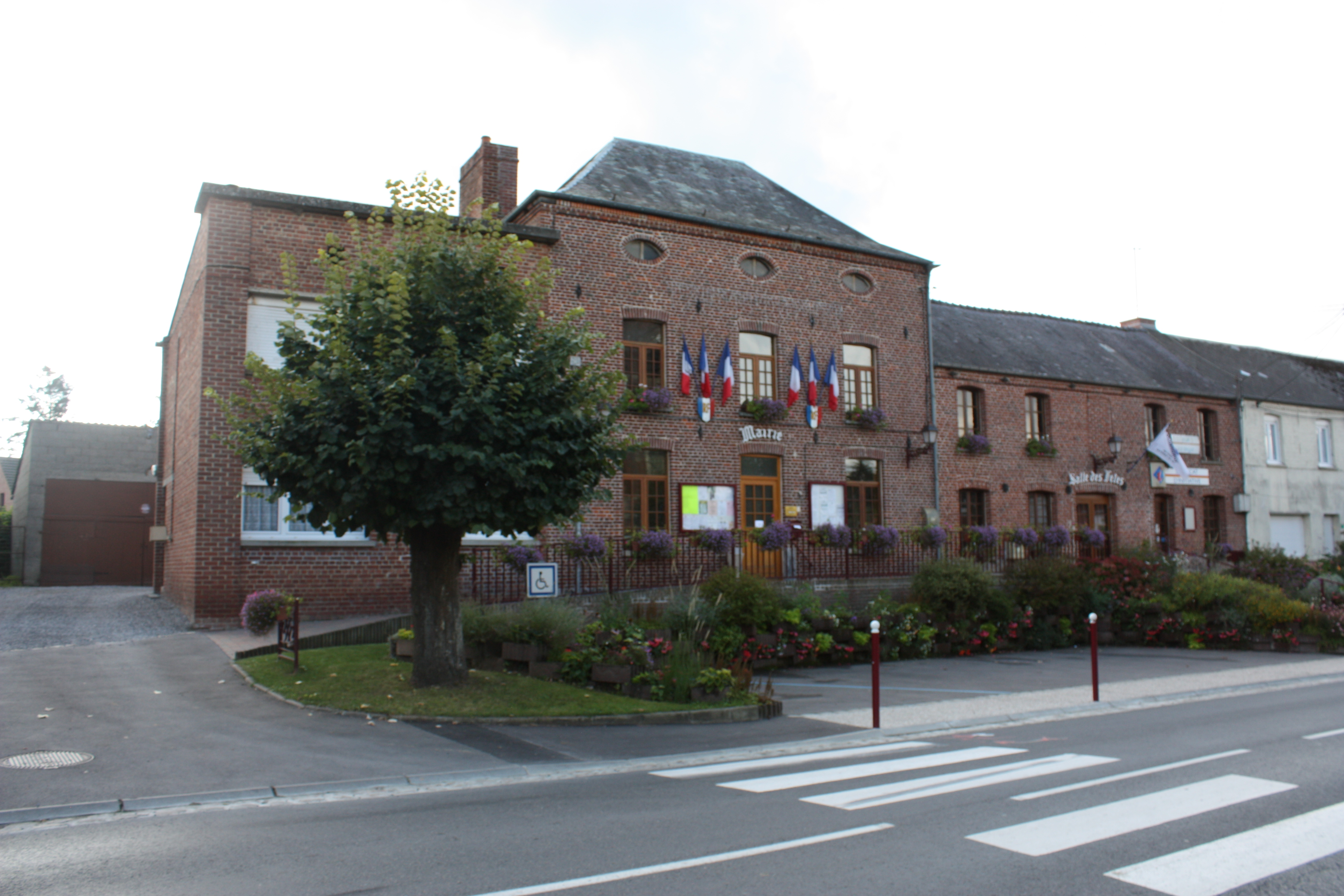
Rathaus
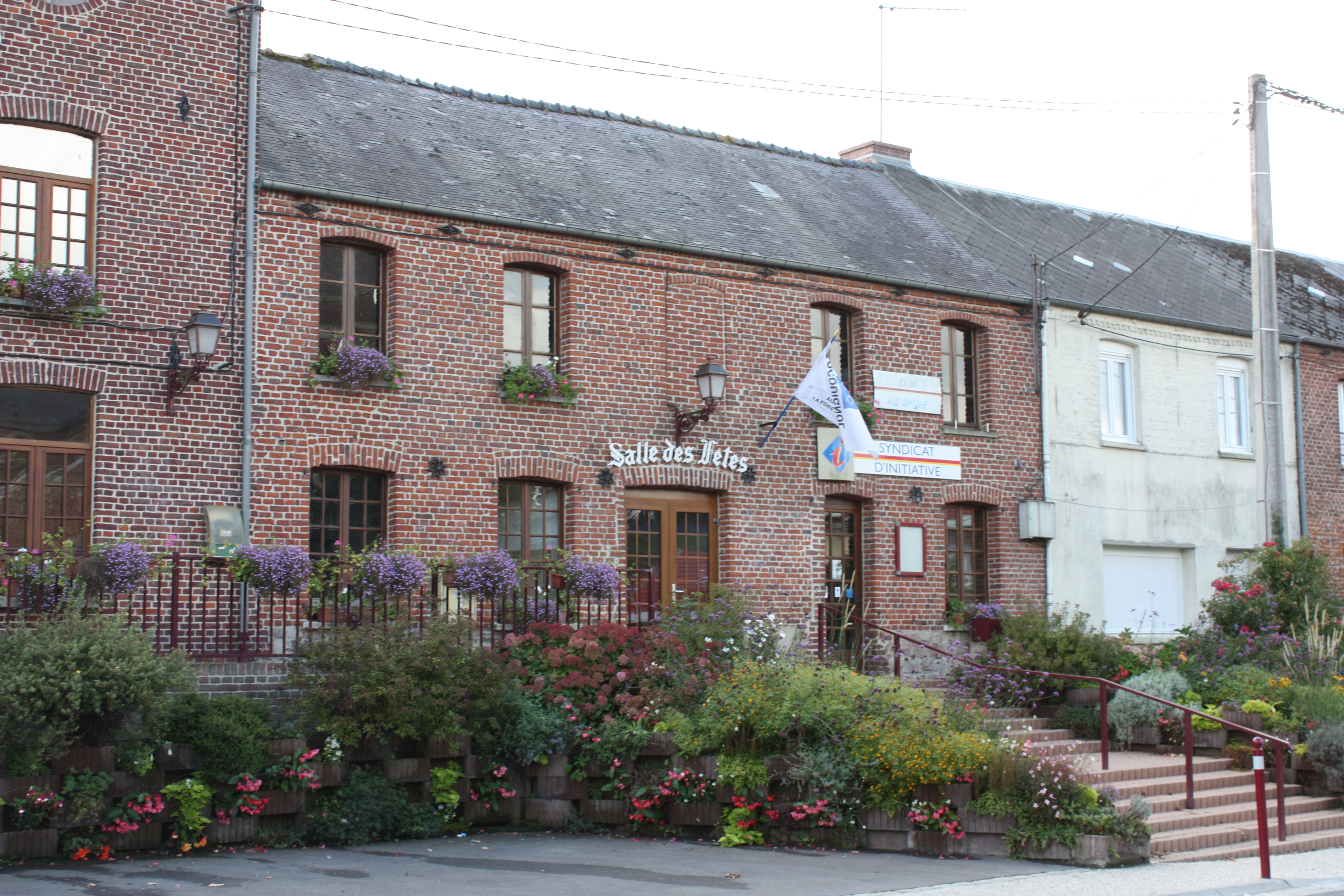
Gemeindefesthalle
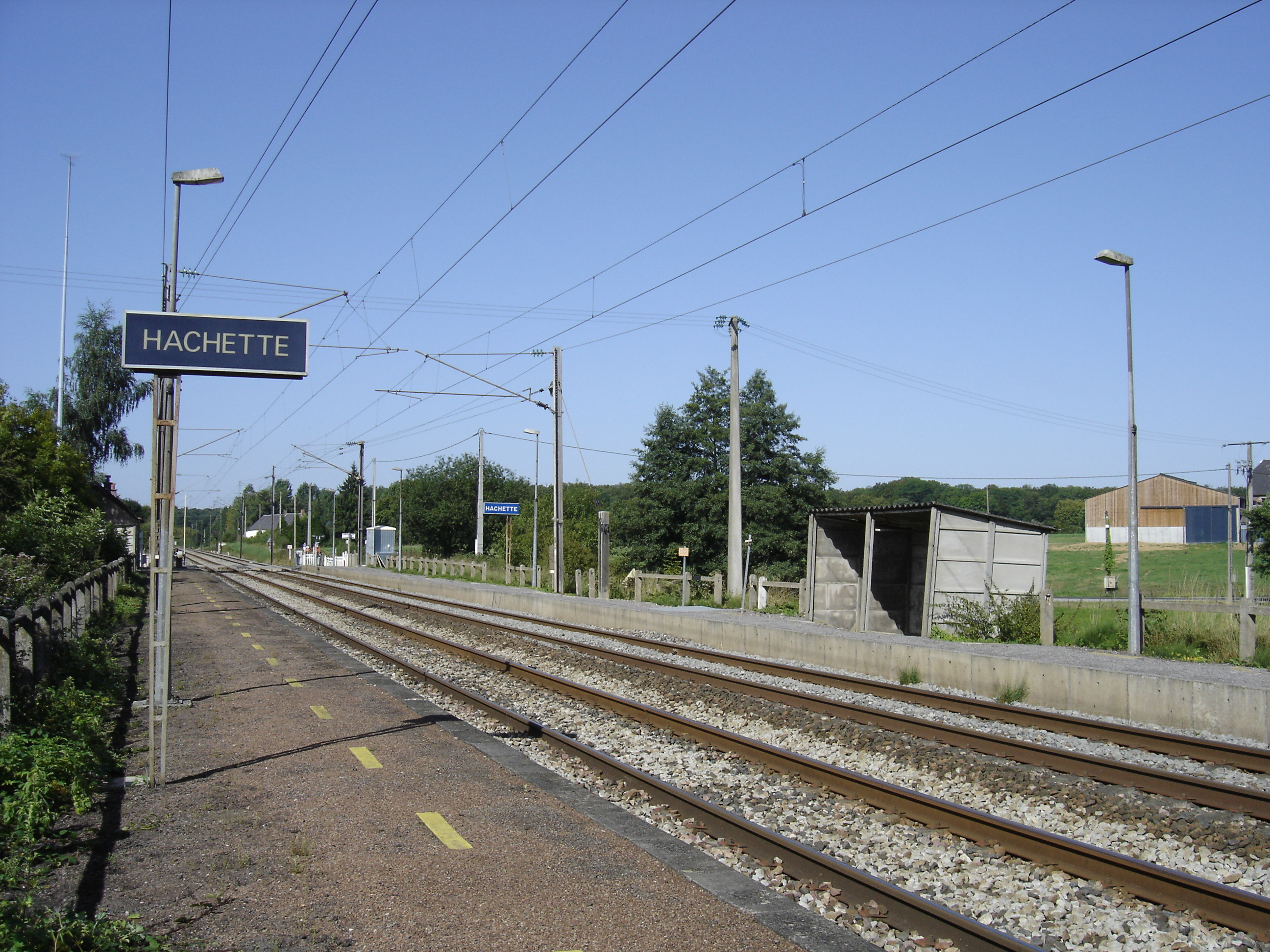
Bahnhalt im Ortsteil Hachette
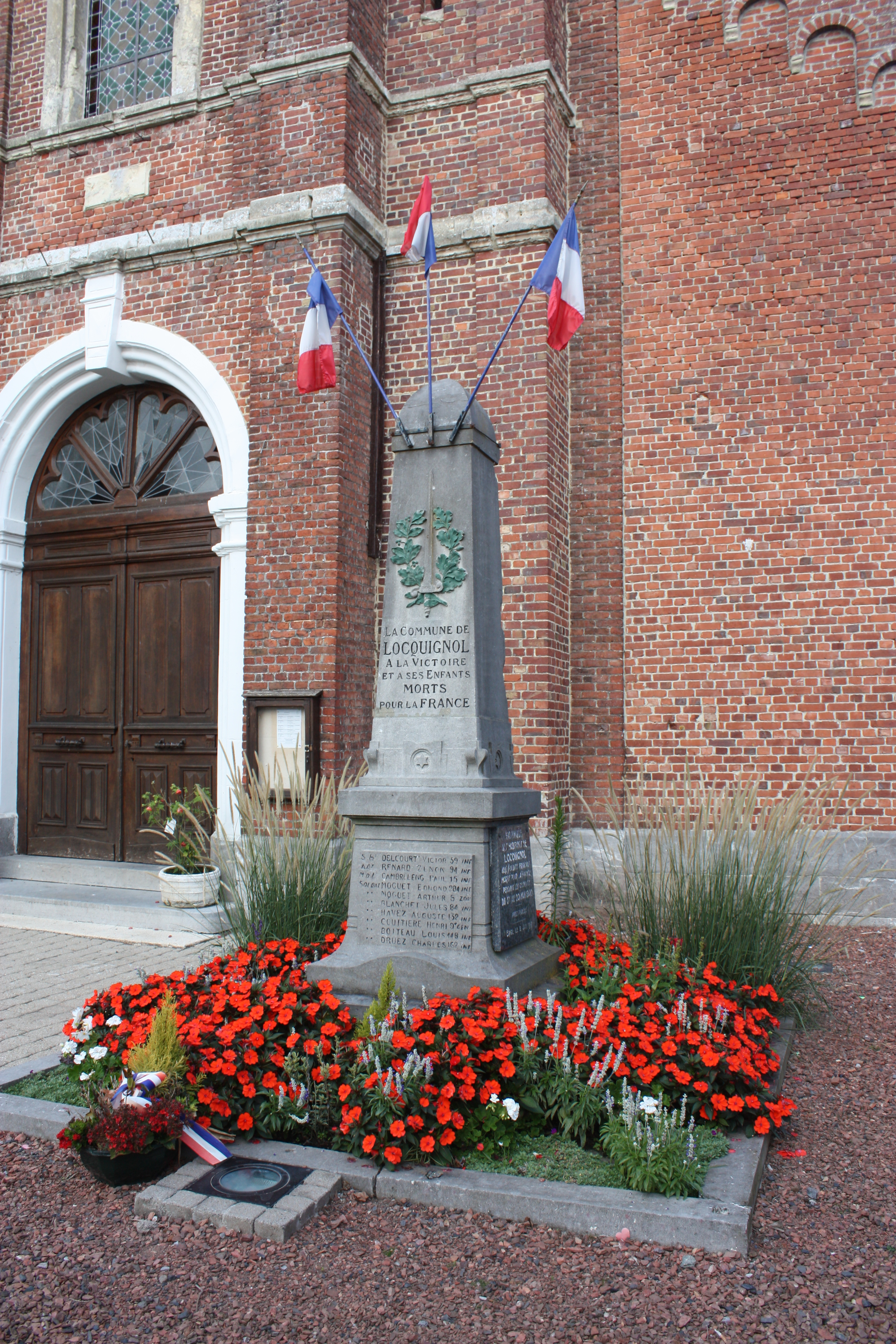
Gefallenendenkmal

- Kirche Saint-Pierre
- Oratorium
- Rathaus
- Gemeindefesthalle
- Bahnhalt im Ortsteil Hachette
- Gefallenendenkmal